# Rijad Szauki
Rijad Szauki (arab. رياض شوقي, ur. w 1893, zm. 16 października 1943) – egipski piłkarz, występujący na pozycji pomocnika. Uczestnik Igrzysk Olimpijskich 1920 i 1924.
Zawodnik wystąpił we wszystkich czterech spotkaniach, jakie reprezentacja Egiptu rozegrała podczas igrzysk w 1920 i 1924 roku (po dwa na każdych zawodach).